# Kostel svatého Eligia (Île de la Cité)
Kostel svatého Eligia (fr. Église Saint-Éloi) nebo též kostel barnabitů (Église des Barnabites) byl klášterní kostel v Paříži na ostrově Cité v prostoru dnešního sídla Policejní prefektury v Rue de Lutèce č. 2. V roce 2013 probíhal archeologický záchranný výzkum kvůli výstavbě nové vstupní haly pro veřejnost, při kterém bylo objeveno několik pozůstatků, některé až z období galo-římské Lutetie.

## Historie
Nejstarší archeologické doklady z prostoru bývalého kostela pocházejí již z 1. století př. n. l. V roce 635 zde svatý Eligius, ministr krále Dagoberta I., založil ženský klášter. Opatství bylo zasvěceno sv. Martialovi z Limoges. V roce 1107 byl klášter přeměněn z ženského na mužský.
Kostel byl přestavěn ve 12. století a poté v roce 1632 řádem barnabitů. Jednalo se o část na konci lodě a na začátku chóru, zbytky se dnes nacházejí pod budovami prefektury podél Boulevardu du Palais. Byla odkryta malá, jižní část křížové chodby. Sloužila jako pohřebiště a byly zde objeveny středověké hroby a jeden náhrobní kámen.
Během Velké francouzské revoluce byl kostel roku 1791 přeměněn na slévárenskou dílnu. V roce 1858 byl zbořen při přestavbě ostrova Cité baronem Haussmannem. Fasáda z roku 1705 architekta Jeana Sylvaina Cartauda byla v roce 1863 přenesena architektem Victorem Baltardem na dnešní kostel Notre-Dame-des-Blancs-Manteaux.